# Comuna Vcioraișe, Rujîn
Vcioraișe (în ucraineană Вчорайшенська сільська рада) este o comună în raionul Rujîn, regiunea Jîtomîr, Ucraina, formată din satele Lisove și Vcioraișe (reședința).

## Demografie
Componența lingvistică a comunei Vcioraișe
     Ucraineană (97,64%)
     Rusă (1,91%)
     Alte limbi (0,15%)
Conform recensământului din 2001, majoritatea populației comunei Vcioraișe era vorbitoare de ucraineană (97,64%), existând în minoritate și vorbitori de rusă (1,91%).